# Karlo Kuret
Karlo Kuret (Split, 28. veljače 1970.), hrvatski jedriličar. Prvi je Hrvat koji je bio prvi na ljestvici Međunarodni jedriličarski savez (ISAF) u klasi finn, a više je od desetljeća bio među deset najboljih svjetskih jedriličara.
Natjecao se na Olimpijskim igrama 1992., 1996., 2000. i 2004. u klasi finn. Osvajao je 22., 19., 10. i 4. mjesto.
Na europskom prvenstvu 2000. u Mallorci je osvojio srebrnu medalju u klasi finn. U istoj je disciplini osvojio brončanu medalju na EP 2002.
Bio je član Labuda iz Splita.